# Verklista för Gabriel Fauré
Lista över verk av Gabriel Fauré.
| I denna artikel     |
| används tonnamnen   |
| B♭ och H.           |
| Se olika skrivsätt. |

## Piano

### 13Barcaroller
- Barcarolle nr 1 i a-moll, op. 26 (1881)
- Barcarolle nr 2 i G-dur, op. 41 (1885)
- Barcarolle nr 3 i Gess-dur, op. 42 (1885)
- Barcarolle nr 4 i Ass-dur, op. 44 (1886)
- Barcarolle nr 5 i fiss-moll, op. 66 (1894)
- Barcarolle nr 6 i Ess-dur, op. 70 (1895)
- Barcarolle nr 7 i d-moll, op. 90 (1905)
- Barcarolle nr 8 i Dess-dur, op. 96 (1906)
- Barcarolle nr 9 i a-moll, op. 101 (1908–09)
- Barcarolle nr 10 i a-moll nr 2, op. 104 (1913)
- Barcarolle nr 11 i g-moll nr 1, op. 105 (1913–15)
- Barcarolle nr 12 i Ess-dur nr 2, op. 105 (1913–15)
- Barcarolle nr 13 i C-dur, op. 116 (1921)

### 6Impromptun
- Impromptu nr 1 i Ess-dur, op. 25 (1881)
- Impromptu nr 2 i f-moll, op. 31 (1883)
- Impromptu nr 3 i Ass-dur, op. 34 (1883)
- Impromptu nr 4 i Dess-dur, op. 91 (1905)
- Impromptu nr 5 i fiss-moll, op. 102 (1909)
- Impromptu nr 6 i Dess-dur, op. 86 (arr. av Impromptu i Dess-dur för harpa)

### 13Nocturner
- Tre Nocturner op. 33 nr 1 (1875), nr 2 (1881), nr 3 (1883)
- Nocturne nr 4 i Ess-dur, op. 36 (1884)
- Nocturne nr 5 i B♭-dur, op. 37 (1884)
- Nocturne nr 6 i Dess-dur, op. 63 (1894)
- Nocturne nr 7 i ciss-moll, op. 74 (1898)
- Nocturne nr 8 i Dess-dur, op. 84/8 (1898–1902)
- Nocturne nr 9 i b♭-moll, op. 97 (1908)
- Nocturne nr 10 i e-moll, op. 99 (1908)
- Nocturne nr 11 i fiss-moll nr 1, op. 104 (1913)
- Nocturne nr 12 i e-moll, op. 107 (1915)
- Nocturne nr 13 i b♭-moll, op. 119 (1921)

### 4Valses-caprices
- Valse-caprice nr 1 i A-dur, op. 30 (1882)
- Valse-caprice nr 2 i Dess-dur, op. 38 (1884)
- Valse-caprice nr 3 i Gess-dur, op. 59 (1887–93)
- Valse-caprice nr 4 i Ass-dur, op. 62 (1893–94)

### Övriga
- Nio preludier, op. 103 (1909–10)
- Romances sans paroles, op. 17 (1863), (sånger utan ord)
- Mazurka i B♭-dur, op. 32 (1875)
- Ballade, op. 19 (1881); original för piano, orkesterackompanjemang lades till senare
- Tema och Variationer för piano, op. 73 (1895), orkestrerad av Désiré-Émile Inghelbrecht 1955
- Dolly för 4-händigt piano, op. 56 (1893–96), orkestrerad av Henri Rabaud 1906
- Huit pièces brèves, op. 84 (1869–1902)
- Allegro symphonique, op. 68 (1895), arr. för 4-händigt piano från 1:a satsen av Symfonisk svit, op. 20

## Harpa
- Impromptu i Dess-dur, op. 86
- Une châtelaine en sa tour, op. 110 (1918)

## Kammarmusik

### Violinochpiano
- Violinsonat nr 1 i A-dur op. 13 (1875–76)
- Violinsonat nr 2 i e-moll, op. 108 (1916–17)
- Berceuse, op. 16 (1878–79), även för violin/cello och orkester
- Romance, op. 28 (1877)
- Andante, op. 75 (1897)

### Celloochpiano
- Cellosonat nr 1 i d-moll, op. 109 (1917)
- Cellosonat nr 2 i g-moll, op. 117 (1921)
- Romance i A-dur, op. 69 (1894)
- Papillon, op. 77 (1884); finns också för stråkkvintett eller violin och piano
- Sicilienne, op. 78 (1898)
- Sérénade, op. 98 (1908)
- Petite pièce i G-dur, op. 49 (ca 1888); förlorad

### Flöjtochpiano
- Fantasie, op. 79 (1898), orkestrerad av Aubuert (1957)

### Stråk-/Pianoensemble
- Pianotrio i d-moll, op. 120 (1922-3)
- Pianokvartett nr 1 i c-moll, op. 15 (1876–79)
- Pianokvartett nr 2 i g-moll, op. 45 (1885–86)
- Pianokvintett nr 1 i d-moll, op. 89 (1890–94, rev. 1903–05)
- Pianokvintett nr 2 i c-moll, op. 115 (1919–21)

### Stråkensemble
- Stråkkvartett i e-moll, op. 121 (1923–24)

## Sångochpiano
- Två sånger, op. 1
- Två sånger, op. 2
- Tre sånger, op. 3
- Två sånger, op. 4
- Tre sånger, op. 5
- Tre sånger, op. 6
- Tre sånger, op. 7 (1870–78)
- Tre sånger, op. 8
- Två sånger, op. 10
- Tre sånger, op. 18 (1878)
- Poème d'un jour, op. 21
- Tre sånger, op. 23 (1879)
- 2 Mélodies, op. 27 (1882)
- Madrigal, op. 35
- Fyra sånger, op. 39 (1884)
- Två sånger, op. 43 (1885–86)
- Två sånger, op. 46 (1887)
- Fyra sånger, op. 51 (1888)
- Chansons de Venise, op. 58 (1891); efter Paul Verlaine
- La bonne chanson, op. 61 (1892–94); efter Paul Verlaine
- Pleurs d’or, op. 72
- Två sånger, op. 76 (1897)
- Två sånger, op. 83 (1894)
- Trois Mélodies, op. 85 (1902)
- Två sånger, op. 87 (1904)
- Le don silencieux, op. 92 (1906)
- Chanson, op. 94 (1906)
- La Chanson d'Ève, op. 95 (1906–10); efter Charles van Lerberghe
- Le jardin clos, op. 106 (1914); efter Charles van Lerberghe
- Mirages, op. 113 (1919); efter Brimont
- C'est la Paix!, op. 114 (1919)
- L'horizon chimérique, op. 118 (1921); efter Jean de La Ville de Mirmont

## Kör
Religiösa
- Ave Maria, op. 67 (1894–95)
- Ave verum corpus nr 1, op. 65 (1894)
- Benedictus (ca 1880)
- Cantique de Jean Racine, op. 11 (1865) mp3 med Troendegruppen
- O Salutaris: Maria, Mater Gratiae, op. 47 (1887)
- Ecce fidelis servus, op. 54 (1890), motett
- Requiem i d-moll, op. 48 (1877, reviderad 1887–90, orkestrerad 1899)
- Salve Regina
- Tantum ergo, op. 55 (1890)
- Tantum ergo nr 2, op. 65 (1894)
- Tu es Petrus
- Messe basse

I samarbete med André Messager:
- Messe des pêcheurs de Villerville

Profana verk
- Les Djinns, op. 12 (1875?), för blandad kör och piano eller orkester; efter Victor Hugo
- Le Ruisseau, op. 22 (1881?), för två olika kvinnokörer och piano
- La Naissance de Vénus, op. 29 (1882)

## Orkestermusik
- Masques et Bergamasques, op. 112
- Caligula, op. 52 (1888)
- Pavane i fiss-moll, op. 50 (1887)
- Pelléas et Mélisande, op. 80 (1898)
- Shylock, op. 57 (1889)
- Le voile du bonheur, op. 88 (1901); efter Clemenceau
- Symfonisk svit i F-dur, op. 20 (1865–74)
- Symfoni i d-moll, op. 40 (1884)

### Konserter
- Ballad för piano och orkester, op. 19 (arr. av originalversion för piano)
- Fantasi i G-dur för piano och orkester, op. 111
- Violinkonsert, op. 14 (1878–79); ofullbordad
- Elegi för cello och orkester, op. 24 (1880); var först komponerad som ofullbordad cellosonat

## Operor
- Prométhée, op. 82, opera i tre akter: Tragédie lyrique (1900)
- Pénélope, opera i tre akter: Poème lyrique (uruppförande 1913)